# Condado de Meigs (Tennessee)
El condado de Meigs (en inglés: Meigs County, Tennessee), fundado en 1836, es uno de los 95 condados del estado estadounidense de Tennessee. En el año 2000 tenía una población de 11.086 habitantes con una densidad poblacional de 22 personas por km². La sede del condado es Decatur.

## Geografía
Según la Oficina del Censo, el condado tiene un área total de 561 km² (216,6 mi²), de la cual 505 km² (195 mi²) es tierra y 57 km² (22,0 mi²) es agua.

### Condados adyacentes
- Condado de Roane norte
- Condado de McMinn este
- Condado de Bradley sureste
- Condado de Hamilton sur
- Condado de Rhea oeste

## Demografía
En el 2000 la renta per cápita promedia del condado era de $29,354, y el ingreso promedio para una familia era de $34,114. El ingreso per cápita para el condado era de $14,551. En 2000 los hombres tenían un ingreso per cápita de $29,521 contra $20,419 para las mujeres. Alrededor del 18.30% de la población estaba bajo el umbral de pobreza nacional.

## Lugares

### Ciudades y pueblos
- Decatur

### Comunidades no incorporadas
- Ten Mile
- Georgetown